# 썰전 라이브
《썰전 라이브》은 대한민국 JTBC에서 평일 오후 14시 30분에 방송되는 JTBC의 낮 토크쇼 프로그램이다.

## 방송 시간
| 방송 채널 | 방송 기간                          | 방송 시간                          |
| --------- | ---------------------------------- | ---------------------------------- |
| JTBC      | 2021년 6월 7일 ~ 2021년 10월 1일   | 평일 저녁 6:00 ~ 7:30 (1시간 30분) |
| JTBC      | 2021년 11월 1일 ~ 2022년 2월 4일   | 평일 저녁 6:00 ~ 7:30 (1시간 30분) |
| JTBC      | 2021년 10월 5일 ~ 2021년 10월 29일 | 평일 저녁 6:00 ~ 7:15 (1시간 15분) |
| JTBC      | 2022년 2월 7일 ~ 2022년 7월 29일   | 평일 오후 3:10 ~ 4:40 (1시간 30분) |
| JTBC      | 2022년 8월 1일 ~ 2022년 10월 7일   | 평일 오후 3:50 ~ 5:00 (1시간 10분) |

## 같이 보기
- 사사건건 (KBS 1TV)
- KBS 3시 뉴스타임 (KBS 2TV)
- 2시 뉴스외전 (MBC)
- 주영진의 뉴스브리핑 (SBS)
- OBS 뉴스 경인플러스 (OBS)
- MBN 프레스룸 (MBN)
- 사건파일 24 (TV조선)